# 버튼게임
《버튼게임》은 2022년에 wavve에서 방송된 리얼 버라이어티 서바이벌 웹예능이다.

## 참가자
- 1번 : 이성호 (2차 탈락)
- 2번 : 손서아 (3차 탈락)
- 3번 : 김종서 (우승)
- 4번 : 허유미 (3차 탈락)
- 5번 : 이창재 (최종 탈락)
- 6번 : 강초롱 (1차 탈락)
- 7번 : 유경환 (최종 탈락)
- 8번 : 김다움 (3차 탈락)
- 9번 : 유종완 (우승)